# Cibórium (kehely)

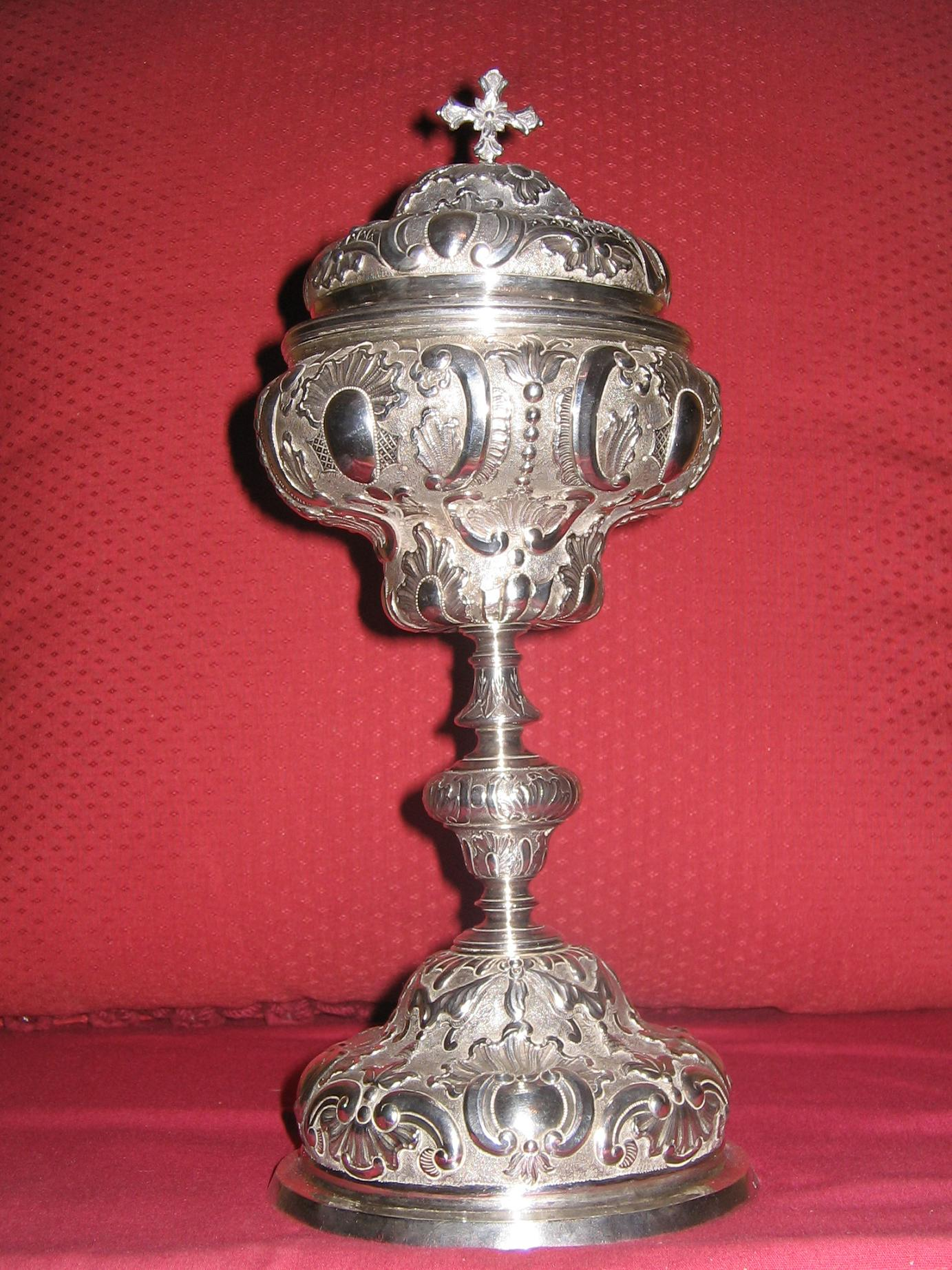
Barokk ezüstcibórium, 18. század, az ayerbei Szent Péter templomban

A cibórium a római katolikus és az anglikán szentmisék kelléke, az áldozáshoz használt ostya őrzésére szolgáló kehely formájú eszköz.
Az áldoztatásban használt cibórium csészéjében őrzik az eucharisztiát, szára közepén gomb van a fogáshoz. Általában fedél borítja, amely gyakran domború és sokszor kereszt koronázza, vagy más dísz, hogy könnyen leemelhető legyen. Mérete sokféle lehet, léteznek több száz ostya tárolására alkalmas cibóriumok is.

## Története és jellemzői
Az ógörög eredetű κιβώριον (kibórion) szó az indiai lótusz csésze alakú magházára utalt, és az ebből a maghéjból készült, vagy hasonló formájú ivópoharat jelölte. Ezek az edények különösen gyakoriak voltak az ókori Egyiptomban és a hellenisztikus területeken. A „ciborium” szót a klasszikus latinban is használták az ilyen poharak leírására, bár az egyetlen fennmaradt példa Horatius egyik ódájában található meg.
A középkori és újkori latin nyelvben a „Ciborium” kifejezés a római katolikus, anglikán, lutheránus és rokon egyházakban az eucharisztia szentségének megszentelt ostyáit tároló fedeles edényre utalt. A formája hasonlít az ivókehelyhez, de a tál inkább kerek, mint kúpos, és a nevét a fedeléről kapta, amelyet egy kereszt vagy más szakrális minta díszít. A korai katolikus egyházban az eucharisztiát nem tartották a templomokban a szentségtöréstől vagy megszentségtelenítéstől való félelem miatt; a vallás még nagyrészt illegális volt, és gyakori üldözéseknek volt kitéve. Később az első cibóriumokat az otthonokban tartották, hogy szükség esetén kéznél legyenek az utolsó kenet feladásához. A templomokban a cibóriumot általában egy tabernákulumban vagy aumbriumban tartják. Általában nemesfémből készülnek, vagy legalábbis azzal vannak bevonva.
A tárolóedények közé tartozik a paténa (egy kis kerek és lapos tányér), amelyet az átváltoztatáskor és a szentáldozáskor használnak. A pixiseket általában arra használják, hogy a betegeknek vagy az otthon maradtaknak ostyát vigyenek.